# Paganismo moderno y Nueva era

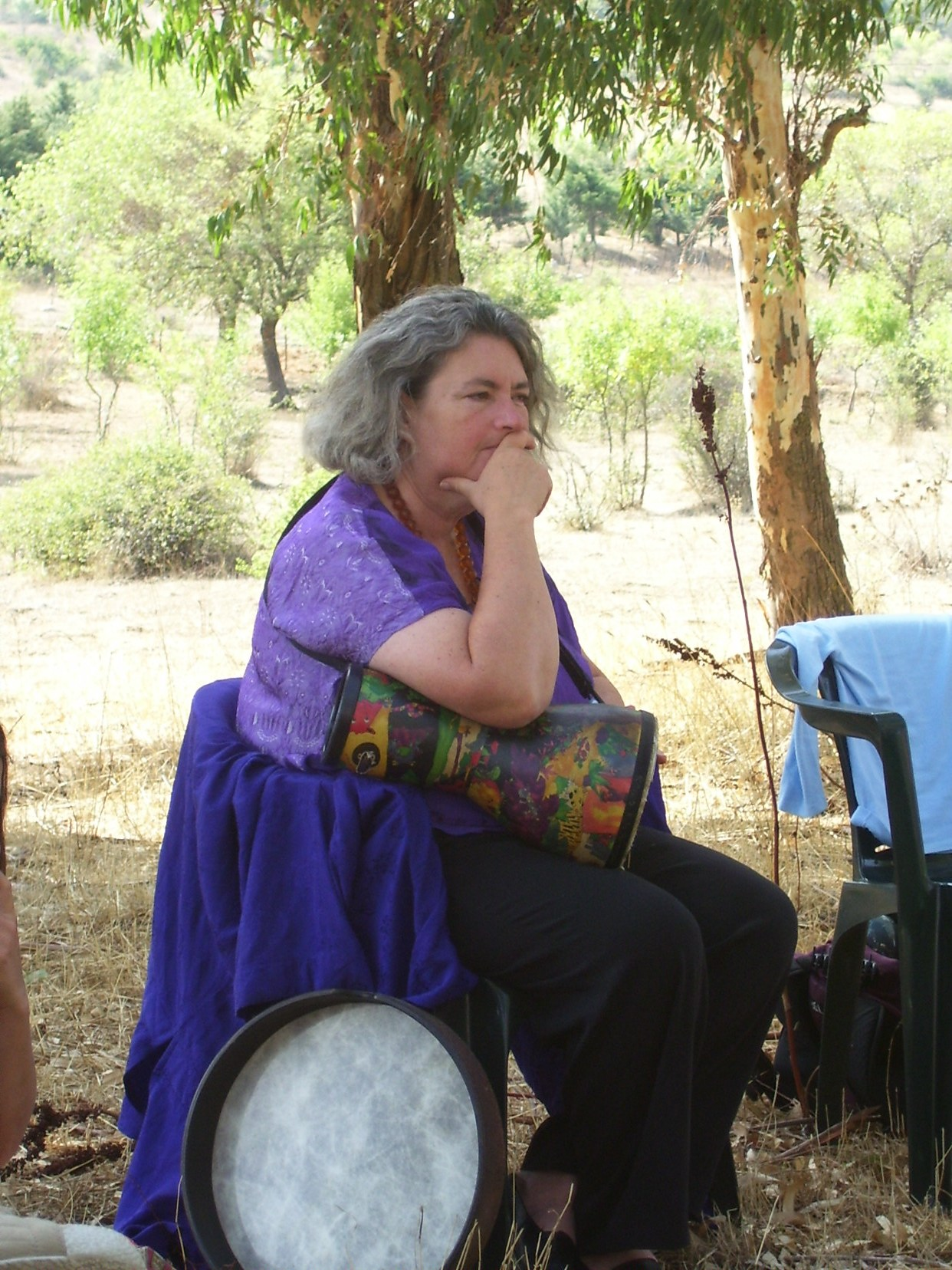
Miriam "Starhawk" Simos ha estado involucrada tanto en Wicca como en New Age.

El Paganismo Moderno y la Nueva Era son movimientos eclécticos dentro de los nuevos movimientos religiosos con estructuras descentralizadas similares, pero con diferencias en su visión de la historia, la naturaleza y los objetivos del practicante. Los grupos y formas del paganismo moderno, que a menudo tienen sus raíces en los movimientos culturales de los siglos XVIII y XIX, buscan revivir o ser influenciados por las creencias del paganismo histórico. Las enseñanzas de la Nueva Era surgieron en la segunda mitad del siglo XX y se caracterizan por las ideas del milenarismo sobre el progreso de la espiritualidad. Desde que surgió el movimiento contracultural de la década de 1960, ha habido interacción, influencia mutua y a menudo confusión a nivel popular entre ambos movimientos.
Entre sus puntos en común, los movimientos paganos modernos y los de la Nueva Era tienen relaciones similares entre el estudio académico y la práctica, se interesan por aspectos de la cultura y la historia europeas que fueron marginados antes del siglo XX, y a menudo incorporan estudios antiguos en sus enseñanzas. Han surgido algunos híbridos entre los movimientos, especialmente en Estados Unidos, donde tienden a solaparse y a estar conectados con los mismos movimientos de cambio social. La presencia del movimiento pagano moderno Wicca en la cultura popular desde la década de 1990 ha contribuido a la creación de formas híbridas individualista y comercializadas centradas en la brujería.
Aunque el paganismo moderno y la Nueva Era son movimientos diversos sin un dogma central, los estudiosos han descrito importantes diferencias en sus tendencias generales. Mientras que los paganos modernos suelen atribuir la sabiduría a las culturas del pasado, los New Agers creen en la llegada de una conciencia humana mejorada. La teología pagana moderna es típicamente inmanente y conecta el mundo natural con lo divino, mientras que los proponentes de la Nueva Era favorecen la trascendencia de la existencia física. Las prácticas paganas modernas tienden a ser ceremoniales y se centran en la comunidad, mientras que las prácticas de la Nueva Era se preocupan principalmente por el crecimiento personal del individuo. Sus diferentes puntos de vista sobre el mundo natural y la espiritualidad a veces crean fricciones entre los movimientos. Los paganos modernos a menudo tratan de distanciarse de la identidad de la Nueva Era y a veces utilizan el término "Nueva Era" como un insulto. Los de la Nueva Era suelen criticar a los paganos modernos por su énfasis en las preocupaciones materiales. En la década de 1990, varios estudiosos de los movimientos de la Nueva Era colocaron al Paganismo moderno bajo la hiponimia e hipernimia de la Nueva Era, una clasificación que ha sido impugnada por los estudios del Paganismo moderno.

## Definiciones

### Paganismo moderno

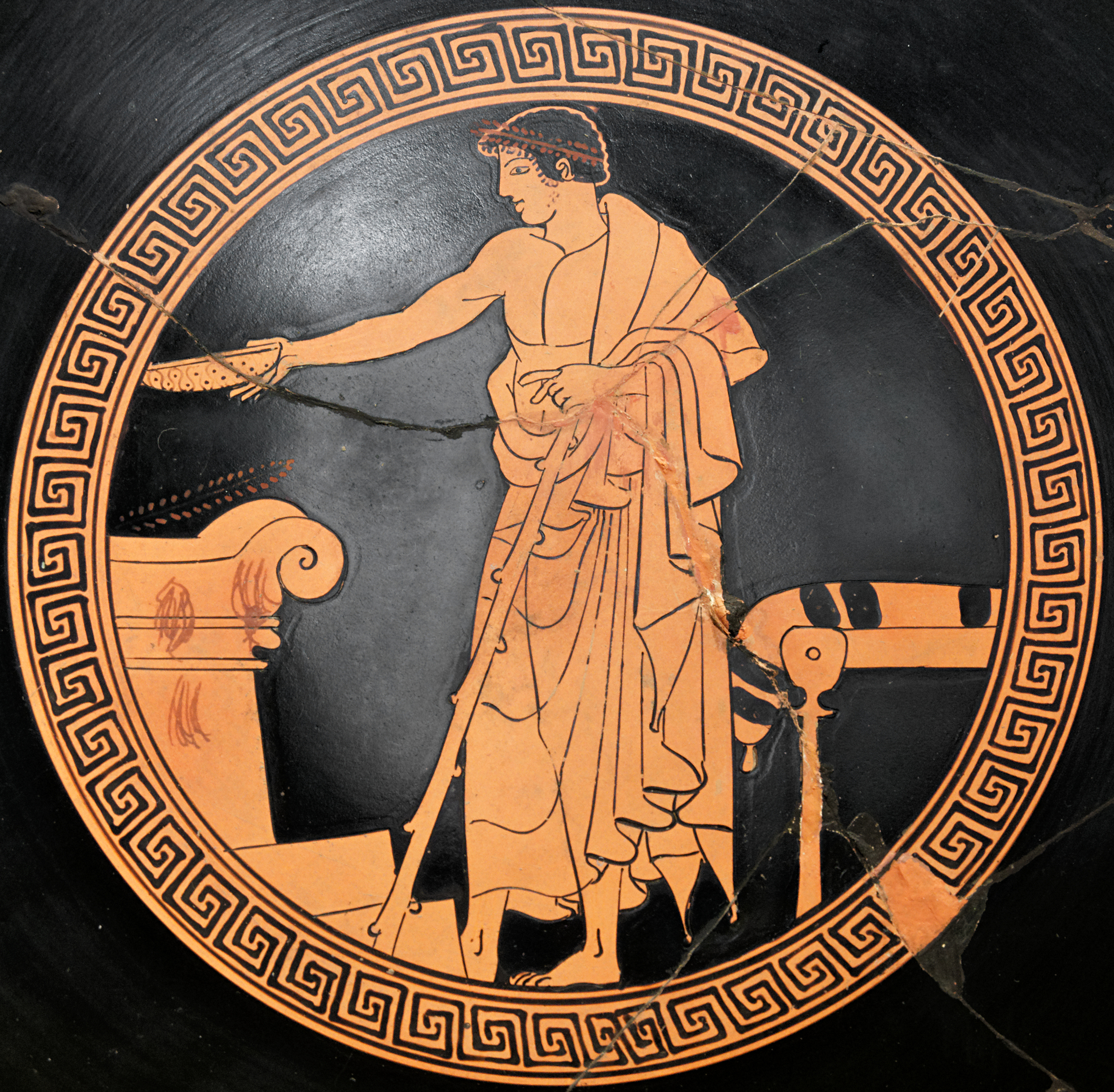
Los cristianos antiguos describieron otras religiones como paganas (en la foto: escena de libación del interior de una copa del ático, c. 480 a. C.).

La palabra pagano proviene del latín paganus, que fue utilizada por los antiguos escritores cristianos, en particular por Agustín de Hipona, como una categoría religiosa que incluía la griego antiguo y la religiones romanas antiguas. Se solapa con la palabra en lengua germánica heathen, que continúa el significado de la palabra griega ethnikós, que significa "de un pueblo [extranjero]". Los discursos sobre la supervivencia o el retorno del paganismo han existido durante toda la época moderna y los intentos explícitos de restablecer las religiones paganas en Europa han tenido lugar desde al menos el siglo XV. La autoidentificación positiva con el término pagano se ha combinado frecuentemente con la crítica al cristianismo y a la religión organizada en general, y se hizo más común en los siglos XVIII y XIX. Muchos nuevos movimientos religiosos modernos tienen sus raíces en la «renovación cultural» y en los movimientos de independencia nacional de estos siglos.
No existe una definición universalmente aceptada del paganismo moderno; a menudo se entiende como algo distinto de las religiones antiguas, aunque algunos estudiosos han categorizado el paganismo como una categoría religiosa genérica. El erudito en estudios religiosos Michael York defiende este último enfoque y dice que a pesar de las diversas interpretaciones del Paganismo moderno, hay rasgos generales que pueden resumirse como un tipo ideal. Los paganos modernos suelen atribuir sabiduría y perspicacia a las culturas del pasado, especialmente a las de la época precristiana. La teología pagana moderna se caracteriza por la inmanencia y por tanto conecta lo divino con el mundo natural. Las prácticas religiosas varían en cuanto a su origen y ejecución, pero suelen girar en torno a ceremonias y se centran en la comunidad.

## New Age o Nueva Era

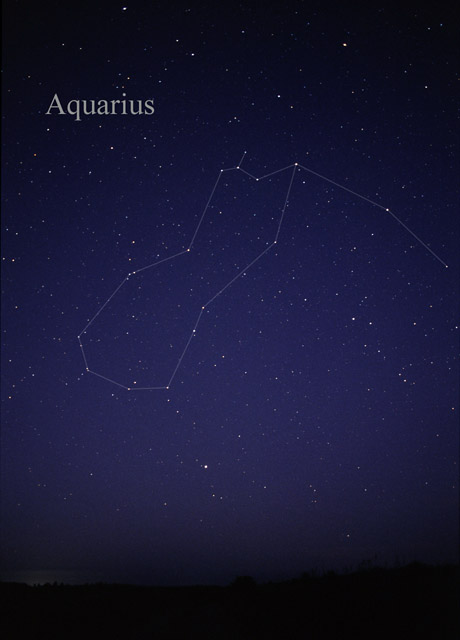
La Nueva Era enseña que la conciencia humana sufrirá un cambio significativo, que típicamente coincidirá con la Era de Acuario.

La Nueva Era es una Hiponimia o término paraguas para un conjunto ecléctico de creencias y técnicas que surgieron o se hicieron más prominentes durante la contracultura de la década de 1960. Recibe su nombre de la idea de que la conciencia humana ha cambiado con el paso de las  edades astrológicas, y que la llegada de la Era de Acuario, que se cree que es la siguiente o actual, dará lugar a una renovación de la espiritualidad humana. El término Nueva Era se utilizó por primera vez en la literatura Teosófica y fue recogido por la religión OVNI de la posguerra y otros movimientos que sostenían las creencias milenaristas en un próximo avance de la conciencia y la comprensión humanas. Un uso más amplio del término, basado en intereses, entornos y vínculos históricos compartidos, se estableció en las décadas de 1970 y 1980. Los principales precursores y fuentes de inspiración de los conceptos del movimiento New Age son la teosofía, el Nuevo Pensamiento y Carl Jung. Otros precursores mencionados por los estudiosos son Joaquín de Fiore, el trascendentalismo, Swedenborgianism y la Ciencia Cristiana. Al igual que varios de sus precursores, los New Agers suelen interesarse por las religiones orientales.
Entre las tendencias básicas de la Nueva Era, descritas por Wouter Hanegraaff, se encuentran la idea milenarista de una nueva era, la mezcla de psicología y religión, las creencias evolucionistas respecto a la teleología, la pedagogía y la creatividad, la búsqueda de la "totalidad" y la escasa dependencia de las experiencias mundanas. Las enseñanzas de la Nueva Era generalmente favorecen la trascendencia de la existencia física y restan importancia a las preocupaciones materiales. Los adeptos suelen combinar y mezclar prácticas según las necesidades e intereses individuales: pueden utilizar técnicas como la canalización, la visualización, el pensamiento positivo, la métodos curativos alternativos y la meditación. Algunas prácticas se basan en la creencia de que se puede descubrir un yo divino dentro de cada individuo. Los objetivos generales son el autocrecimiento, la curación física y el éxito en ayudar a las personas a alcanzar una conciencia superior, tanto en lo que respecta al individuo como al inconsciente colectivo.

## Puntos generales comunes
Los puntos en común entre el Paganismo moderno y la Nueva Era se encuentran en su eclecticismo compartido y en la ausencia de autoridades centrales y de dogma, algo que los hace atípicos entre los nuevos movimientos religiosos. En lugar de estar dirigidos por un líder carismático y querer separarse de la sociedad que los rodea, ambos movimientos existen a través de redes descentralizadas de personas, organizaciones, proyectos mediáticos, eventos y pequeñas comunidades. Tienen cierta terminología en común, tienden a valorar mucho la creatividad y la imaginación, y los adeptos pueden compartir intereses en temas como las culturas  nativos americanos y aborígenes, la reencarnación o el chamanismo.
Según el especialista en estudios religiosos Kocku von Stuckrad, el paganismo moderno y la Nueva Era tienen una dinámica similar entre lo emic y etic-las perspectivas del practicante y del observador externo. Stuckrad lo atribuye a la segunda mitad del siglo XX, cuando muchos intelectuales europeos y norteamericanos se mostraron escépticos ante las narrativas que consideraban a la Europa moderna como superior y vinculaban la cultura europea a los valores cristianos. Esto creó un interés tanto académico como popular por las partes marginales y ambiguas de la cultura, la historia y la identidad europeas, que se generalizó como la contracultura de las décadas de 1960 y 1970. Sigue existiendo una compleja relación entre el estudio académico y la práctica del paganismo moderno y la Nueva Era. Los estudios más antiguos, como la hipótesis de la Gran Diosa y las teorías psicológicas de Jung, siguen teniendo impacto, los nuevos términos académicos son adoptados por los practicantes, y cuando los estudiosos utilizan un término que se originó en un medio emic, puede ser tomado como una legitimación de ese término.

## Formas solapadas e híbridas
Más allá de los tipos ideales y de las tendencias generales, el Paganismo moderno y la Nueva Era pueden presentar rasgos del otro. Los materiales de la Nueva Era en particular no siempre hacen una distinción entre ellos. El Paganismo moderno tal y como existe, según York, se caracteriza por la confusión entre las formas genéricas y nominal, y puede incorporar elementos de Kabalismo, magia ceremonial derivada de la Masonería, neopitagorismo y neoplatonismo. El erudito en estudios religiosos Christopher Partridge describe ambos movimientos como partes de la ocultación-las corrientes espirituales de Occidente- y los compara con dos corrientes diferentes que se fusionan en algunos puntos.
Los movimientos paganos modernos en el Reino Unido, en los Estados Unidos y en Australia han sido influenciados por la ambición de crear comunidades individualistas e igualitarias, lo cual es menos prominente en otras partes de Europa. Especialmente en los Estados Unidos, el fenómeno pagano moderno surgió en gran medida junto a la Nueva Era en la contracultura y la cultura juvenil de la generación del baby boom, y hay una superposición significativa entre los movimientos. Según la especialista en estudios religiosos Sarah M. Pike, que escribió una monografía sobre el Paganismo moderno y la Nueva Era en los Estados Unidos, los movimientos comparten un alto grado de personalización religiosa y tienden al apocalipticismo, y su relación puede entenderse a través de su lugar en la historia religiosa y social estadounidense. Las comunidades paganas y de la Nueva Era americanas modernas suelen estar conectadas con los movimientos de cambio social, promoviendo la liberación sexual, el feminismo y el movimiento ecologista en Estados Unidos de la posguerra. Un ejemplo de superposición es el Starwood Festival anual, que presenta actividades paganas modernas y de la Nueva Era como parte de un objetivo declarado de ser ecléctico e inclusivo.
La hipótesis Gaia, que fue propuesta en la década de 1970 y que entiende la tierra como un ser vivo, ha influido tanto en los practicantes modernos de la Pagana como de la Nueva Era. Entre los paganos modernos, ha tenido más impacto en el movimiento de la Diosa, donde Gea es venerada como la Madre de la Tierra; en la Nueva Era, Gaia ha sido definida como una superconciencia y un principio de equilibrio. Según York, el Paganismo moderno y la Nueva Era empezaron a ser más similares en los años 90, ya que los Paganos modernos adoptaron con más frecuencia puntos de vista panenteísta, que combinan las creencias en la inmanencia y la trascendencia, mientras que los de la Nueva Era abrazaron ideas como el ciencia holística y la hipótesis de Gaia, haciendo que los movimientos fueran más receptivos a las perspectivas del otro. Una reseña de libros de 2001 en Publishers Weekly describió los puntos de vista de la escritora estadounidense Francesca De Grandis como un híbrido entre el culto a la Diosa y las enseñanzas de la Nueva Era sobre el amor propio, lo que dio como resultado "un libro sobre cómo adorarse como una diosa".
En las décadas de 1990 y 2000, la creciente presencia de la Wicca-un movimiento pagano moderno inspirado en la hipótesis del  culto a las brujas- en la cultura popular, con ejemplos como la película estadounidense de 1996 El oficio, llevó a una influencia mutua entre el paganismo moderno y la Nueva Era. Ayudó a crear y popularizar una forma de Wicca orientada al estilo de vida, representada por escritores como Silver RavenWolf y Scott Cunningham, que se hizo popular principalmente entre las adolescentes. El sociólogo de la religión Douglas Ezzy dice que esta versión de la Wicca, a la que llama  brujería popularizada, está muy influenciada por la Nueva Era en su individualismo y elemento de comercialización, que ejemplifica con los libros de hechizos comerciales.

## Diferencias

### Visión de la historia
Los paganos modernos y los de la Nueva Era suelen tener puntos de vista opuestos sobre la historia y el futuro. Los paganos modernos recurren a visiones religiosas del pasado que intentan revivir o, a menudo, reinventar. Especialmente en Europa, los movimientos paganos modernos a veces afirman tener un linaje ininterrumpido que se remonta a la antigüedad. Su visión de la historia suele basarse en mitos e imágenes derivadas de culturas pasadas, tradiciones existentes o la naturaleza, y no anticipan un cambio futuro a nivel fundamental. La socióloga Melissa Harrington afirma que la historia se considera un ciclo interminable de muerte y renacimiento.
La visión de la historia de la Nueva Era tiene, en general, una teleología evolutiva. Los de la Nueva Era entienden la historia como una progresión de edades significativamente diferentes y se centran en las formas de dar forma al futuro, que creen que se caracterizará por una conciencia superior. En lugar de buscar estar atados a la tradición como los paganos modernos, los de la Nueva Era se orientan típicamente hacia una espiritualidad ecléctica y nueva.

### Naturaleza y metafísica
York dice que la teología inmanente distingue a los movimientos paganos modernos de los movimientos de la Nueva Era. Para los paganos modernos, el mundo natural está en el centro de las concepciones de lo sagrado. Según Harrington, los paganos modernos generalmente promueven puntos de vista de plenitud donde el dualismo mente-cuerpo está ausente y el mundo es considerado como totalmente funcional.
Paul Heelas, York y otros estudiosos dicen que el punto de vista dominante de la Nueva Era es que la verdad espiritual es más importante que las preocupaciones materiales, y esto lleva a un dualismo maniqueo en el que el mundo natural se ve como menos importante, como un obstáculo o se rechaza como una ilusión. Heelas dice que la búsqueda de la perfección metafísica y la visión de que la humanidad funciona mal son rasgos definitorios de la espiritualidad de la Nueva Era, que Ezzy, Harrington y la estudiosa de la religión Joanne Pearson contrastan con los puntos de vista paganos modernos. Utilizando clasificaciones sociológicas de los movimientos religiosos de afirmación del mundo y de rechazo del mundo, York dice que el Paganismo moderno y la Nueva Era representan dos teologías rivales, y que los de la Nueva Era en particular tienden a subestimar la "división gnóstica– Pagan divide", donde las enseñanzas de la Nueva Era son parte de una tradición Gnóstico que desempodera o niega el cuerpo y la existencia física.

### Prácticas y profesionales
Las prácticas paganas modernas pueden caracterizarse como un esfuerzo por la continuidad a largo plazo, lo que Pearson contrasta con el enfoque en alcanzar resultados específicos que existe en muchas prácticas de la Nueva Era. Entre los paganos modernos, las ceremonias suelen ser el centro de la identidad religiosa, y las fiestas estacionales y las etapas de la vida se ritualizan y celebran en pequeños grupos. Las ceremonias adoptan diferentes formas dependiendo de los grupos que las realizan y pueden implicar veneración de los ancestros o intentos de comunicarse con los espíritus. Los paganos modernos tienden a poner énfasis en el servicio a una comunidad y muchos movimientos en Europa implican el orgullo étnico y se han relacionado con el nacionalismo. Aunque la dimensión étnica es menos frecuente en los Estados Unidos, generalmente se considera controvertido que los paganos modernos estadounidenses de ascendencia europea adopten tradiciones y motivos de culturas no europeas.
Las comunidades de la Nueva Era a veces observan y realizan rituales durante los eventos celestiales, pero en comparación con los practicantes del paganismo moderno, esto es inconsistente y menos una característica definitoria. Las prácticas de la Nueva Era suelen adoptar la forma de relaciones entre especialistas y clientes y a menudo incluyen la meditación. Al poner menos énfasis en servir a una comunidad, el enfoque principal de las enseñanzas de la Nueva Era es el crecimiento personal, especialmente el potencial de un individuo para alcanzar un nivel superior de conciencia, y el objetivo final es a menudo facilitar este cambio.

## Fricción
Los paganos modernos a menudo tratan de distanciarse de la identidad de la Nueva Era y algunas comunidades utilizan el término "Nueva Era" como un insulto. Sus críticas recurrentes a la ética y la práctica de la Nueva Era incluyen acusaciones de cobrar demasiado dinero, de pensar de forma simplista y de dedicarse al escapismo. Rechazan la metáfora común de la Nueva Era de una batalla entre las fuerzas de la luz y la oscuridad, argumentando que la oscuridad representa una parte necesaria del mundo natural que no debería ser vista como mal.
Los de la Nueva Era critican a los paganos modernos por poner demasiado énfasis en el mundo material y por carecer de una perspectiva espiritual adecuada. Se ha criticado a la Nueva Era por el hecho de que algunos paganos modernos adoptan subculturas extravagantes, como la adopción de esquemas de colores e imágenes oscuras. Personas de ambos movimientos han acusado al otro de egocentrismo y narcisismo.

## Disputas académicas sobre la clasificación

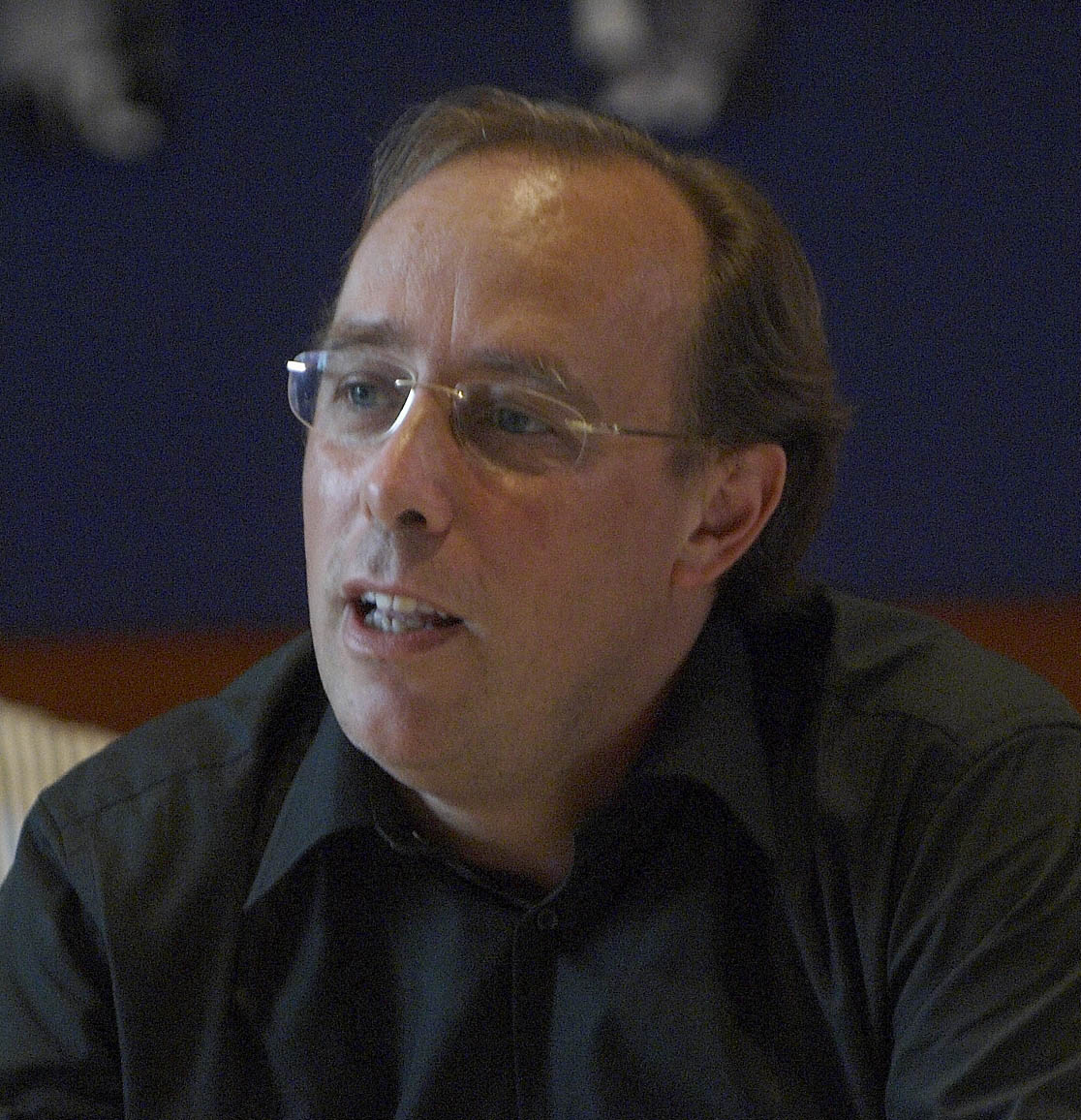
Wouter Hanegraaff coloca algunas formas de paganismo moderno de la posguerra bajo el paraguas de la Nueva Era.

Varios eruditos y escritores religiosos de finales del siglo XX trataron el paganismo moderno y la cultura de la Nueva Era como el mismo fenómeno, o incluyeron el paganismo moderno, especialmente la Wicca, bajo el paraguas de la Nueva Era. Esto lo hicieron algunos de los principales estudiosos del fenómeno de la Nueva Era, como Antoine Faivre, Hanegraaff y Heelas.{efn|Melissa Harrington da ejemplos de libros en los que esto es así: Modern Esoteric Spirituality (1992) editado por Faivre y Jacob Needleman, Access to Western Esotericism (1994) de Faivre, New Age Religion and Western Culture: Esoterismo en el espejo del pensamiento secular (1996) de Hanegraaff y El movimiento de la Nueva Era: The Celebration of the Self and the Sacrilization of Modernity (1996) de Heelas. Michael York menciona a Lowell Streiker (1990), Peter Spink (1991), Heelas (1996), M. D. Faber (1996) y William Sims Bainbridge (1997).}} En su monografía de 1996 sobre la Nueva Era, Hanegraaff hace una distinción entre las versiones más antiguas del paganismo moderno y una "variedad de la Nueva Era". En esta última incluye a la Wicca, especialmente las formas establecidas en los Estados Unidos desde la década de 1960, y el movimiento de la Diosa. Aborda una afirmación hecha por el wiccano estadounidense Aidan A. Kelly, de que el Paganismo moderno "es paralelo al movimiento de la Nueva Era en algunos aspectos, difiere fuertemente de él en otros, y se solapa con él en algunos aspectos menores"; este argumento, según Hanegraaf, se basa en una visión selectiva de la Nueva Era y posiblemente en una expresión de apología del Paganismo moderno. Estando de acuerdo con las descripciones de York sobre las similitudes y diferencias entre los movimientos, Hanegraaff dice que su complicada relación hace del Paganismo moderno "una subcultura especial, relativamente claramente circunscrita dentro de la [Nueva Era]". Heelas, en su libro de 1996, señala la interpretación psicológica de la teología en las enseñanzas de la Nueva Era, donde los dioses son vistos como proyecciones de la mente humana. Esto da lugar a la autosacralización, que también atribuye al Paganismo moderno y lo utiliza como base para su inclusión bajo el paraguas de la Nueva Era.
Un número de estudios del Paganismo moderno disputan la categorización de su campo bajo el paraguas de la Nueva Era. Según York, varios factores pueden haber contribuido a la confusión entre los movimientos, como su condición compartida de "herejías ajenas" en relación con la sociedad occidental mayoritaria y el cristianismo. Otros factores son la participación de la wiccana Miriam "Starhawk" Simos en actividades organizadas de la Nueva Era, y los paganos modernos que en la década de 1980 adoptaron la metáfora de una "nueva era", antes de distanciarse de la terminología de la Nueva Era en la década de 1990. Harrington, que se describe a sí misma como una estudiosa de la Wicca, atribuye la categorización de Faivre y Hanegraaff a la amplitud de su estudio de las subculturas religiosas, que crea una falsa impresión de homogeneidad. Pearson, cuya tesis doctoral versó sobre la Wicca, dice que una parte de la explicación radica en no reconocer cómo la terminología se utiliza de forma diferente según el contexto; por ejemplo, cómo los términos "Wicca" y "brujería tradicional" se entienden de forma diferente en los debates británicos y estadounidenses. Pearson respondió a Heelas en 1998 y argumentó contra la opinión de que el Paganismo moderno se caracteriza por la autosacralización.
Algunos paganos modernos feministas comparten el objetivo de la Nueva Era de encontrar una diosa interior y pueden referirse a los  arquetipos de Jung. Esto ha llevado a algunos estudiosos a clasificarlos como parte del movimiento de la Nueva Era, que suele describir a los dioses como creaciones de la mente humana y no como entidades discretas, aunque otros consideran que estos paganos modernos feministas se diferencian de los de la Nueva Era porque ven a la diosa como algo interno y externo. Ezzy argumenta que la "brujería popularizada", que él separa de las tradiciones iniciáticas, debería ser clasificada como Nueva Era en lugar de Paganismo moderno, porque se centra en el yo, no está conectada a las redes paganas modernas establecidas, y está integrada con las fuerzas del mercado. Este punto de vista no es compartido universalmente por los estudiosos del Paganismo moderno.